# NACRA Championship 2001
La NACRA Rugby Championship de 2001 fue la 1ª edición del torneo que organiza la Confederación Norteamericana.
El torneo se disputó en George Town, Islas Caimán.
El campeón del torneo fue la selección de Trinidad y Tobago.
El torneo formó parte del proceso clasificatorio para la RWC 2003.

## Resultados

### Cuartos de final
| 20 de noviembre | Islas Caimán | 32 - 13 | Guyana |  |  |

| 20 de noviembre | Trinidad y Tobago | 51 - 5 | Jamaica |  |  |

| 20 de noviembre | Bermudas | Avanza Bermudas | Santa Lucía |  |  |

| 20 de noviembre | Barbados | 25 - 18 | Bahamas |  |  |

### Semifinales 5° puesto
| 22 de noviembre | Islas Caimán B | 12 - 34 | Bahamas |  |  |

| 22 de noviembre | Jamaica | 18 - 15 | Guyana |  |  |

### Semifinales Campeonato
| 22 de noviembre | Islas Caimán | 8 - 12 | Trinidad y Tobago |  |  |

| 22 de noviembre | Bermudas | 13 - 5 | Bahamas |  |  |

### Definición 5° puesto
| 24 de noviembre | Bahamas | 13 - 5 | Jamaica |  |  |

### Definición 3° puesto
| 24 de noviembre | Islas Caimán | 14 - 17 | Barbados |  |  |

### Final
| 24 de noviembre | Trinidad y Tobago | 23 - 12 | Bermudas |  |  |